# Jeffrey Combs
Jeffrey Alan Combs, más conocido como Jeffrey Combs (Oxnard, California; 9 de septiembre de 1954), es un actor estadounidense especializado en películas de terror.

## Carrera

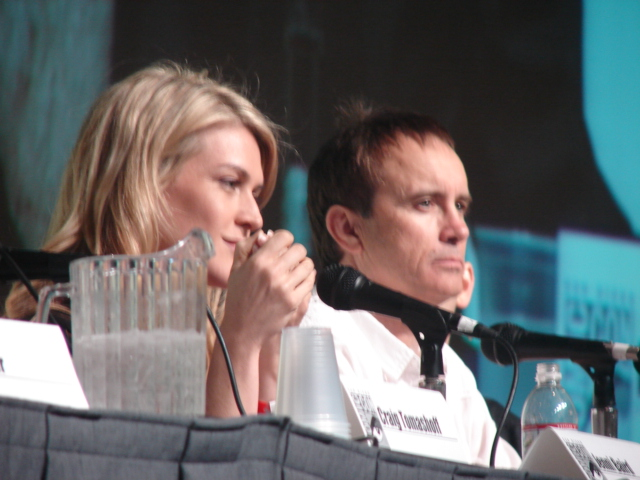
Combs (derecha) en 2007

Jeffrey Combs pasó parte de su adolescencia coleccionando cintas de terror de maestros como Vincent Price o Boris Karloff, y debutó como actor en 1981 en la película Honky Tonk Freeway.
En 1985 encarnó al forense Herbert West en Re-Animator junto a Bruce Abbott y Barbara Crampton: dirigida por Stuart Gordon, la película adapta libremente el relato de H. P. Lovecraft "Herbert West: reanimador" y convirtió a Combs en un icono del cine de terror.
En 1990 volvió a actuar junto a Bruce Abbott en la película Bride of Re-Animator, y en 1991 volvió a coincidir con Barbara Crampton en la película Trancers II. En 1993 actuó en Fortress junto a Christopher Lambert, y en 1995 la película Castle Freak hizo que volviera a reunirse con Barbara Crampton.
En 1996 actuó en la película The Frighteners en 1996, junto a Michael J. Fox, Trini Alvarado y Dee Wallace-Stone, bajo la dirección de Peter Jackson.
En 1998 apareció en la película I Still Know What You Did Last Summer, y en 1999 actuó en la película House on Haunted Hill.
Jeffrey ha trabajado en España, ya que fue reclutado por Brian Yuzna para intervenir en la película Faust: Love of the Damned bajo los auspicios de la Fantastic Factory, subdivisión terrorífica de Filmax. Según él, «rodar en España fue todo un desafío». Posteriormente volvería a España para rodar Beyond Re-animator.
Ha trabajado también en series de televisión como The 4400, Star Trek: Deep Space Nine y Star Trek: Enterprise, entre otras.

### Star Trek
Jeffrey ha encarnado a extraterrestres en varias series de Star Trek comenzando en 1994 con Star Trek: Deep Space Nine, en 2000 en Star Trek: Voyager, y en 2001 en Star Trek: Enterprise. Combs ha interpretado nueve papeles distintos en el universo de Star Trek, pero de ellos el más extenso fue el de Weyoun en Star Trek: Deep Space Nine. Combs ha dicho que Weyoun es su papel favorito en Star Trek y que disfrutó mucho con su personaje.
Durante el episodio de DS9 "The Dogs of War", Combs aparece como Weyoun y como Brunt, con lo que hizo historia por ser el primer actor de la franquicia que interpretaba a dos personajes recurrentes en el mismo episodio.
En Star Trek: Enterprise interpretó a un importante personaje recurrente, el comandante andoriano Thy'lek Shran.
Otros de sus papeles, esta vez episódicos, de Star Trek han sido el del policía humano Kevin Mulkahey, el del alienígena Tiron en Star Trek: Deep Space Nine; el del alienígena Penk en Star Trek: Voyager; y el del pirata Krem en Star Trek: Enterprise.

## Filmografía

### Películas
- Whose Life Is It Anyway? (1981).... Interno de 1.er año
- Honky Tonk Freeway (1981).... Drive-In Teller
- The Man with Two Brains (1983).... Dr. Jones
- The Skin of Our Teeth (1983).... Henry Antrobus
- Frightmare (1983).... Stu
- Re-Animator (1985).... Herbert West
- From Beyond (1986).... Crawford Tillinghast
- Cyclone (1987).... Rick Davenport
- Cellar Dweller (1988).... Colin Childress
- Dead Man Walking (1988).... Chaz
- The Phantom Empire (1989).... Andrew Paris
- Robot Jox (1990).... Proletario #1
- Bride of Re-Animator (1990).... Dr. Herbert West
- Trancers II (1991).... Dr. Pyle
- Guyver (1991).... Doctor East
- The Pit and the Pendulum (1991).... Francisco
- Death Falls (1991).... Lonnie Hawks
- Doctor Mordrid (1992).... Dr. Mordrid
- Necronomicon (1993).... H. P. Lovecraft
- Fortress (1993).... D-Day, the Computer Geek
- Felony (1994).... Bill Knight
- Love and a .45 (1994).... Dinosaur Bob
- Lurking Fear (1994).... Dr. Haggis
- Castle Freak (1995).... John Reilly
- Dillinger and Capone (1995).... Gilroy
- Cyberstalker (1995).... Andy Coberman
- The Frighteners (1996).... Milton Dammers
- Norma Jean & Marilyn (1996).... Montgomery Clift
- Aliens: Ride at the Speed of Fright (1996).... Hyer
- Time Tracers (1997).... Dr. Carrington
- Snide and Prejudice (1997).... Meissner, terapeuta
- I Still Know What You Did Last Summer (1998).... Sr. Brooks
- Spoiler (1998).... Capitán
- Caught Up (1998).... Guardia de seguridad
- House on Haunted Hill (1999).... Dr. Richard Benjamin Vannacutt
- Poseidon's Fury: Escape from the Lost City (1999).... Lord Darkennon
- Faust: Love of the Damned (2000).... Teniente Dan Margolies
- The Attic Expeditions (2001).... Dr. Ek
- Contagion (2001).... Brown
- FeardotCom (2002).... Sykes
- Beyond Re-Animator (2003).... Dr. Herbert West
- Voodoo Moon (2005).... Frank Taggert
- Edmond (2005).... Desk Clerk
- All Souls Day: Día de los Muertos (2005).... Thomas White
- Blackwater Valley Exorcism (2006).... Comisario Jimmy
- Abominable (2006).... Empleado
- Satanic (2006).... Detective Joyner
- Return to House on Haunted Hill (2007).... Dr. Vannacutt
- Brutal (2007).... Sheriff Jimmy Fleck
- Stuck (2007) (Voz).... Telefonista de la policía
- The Wizard of Gore (2007).... The Geek
- The Attackmen (2007).... Sr. Simms
- Parasomnia (2008).... Detective Garrett
- Steeltown (2009)
- Urgency (2009).... Sumner
- The Dunwich Horror (2009).... Wilbur
- Dark House (2009).... Walston
- House of Re-Animator (2010).... Herbert West
- TBK: The Toolbox Murders (2010)
- American Bandits: Frank and Jesse James (2010).... Ed Bass
- TMNT (2012).... Rey Rata

### Series de televisión
- The Mississippi.... Jeff (Episodio: "We remember, We revere", 1983)
- Houston Knights.... Frank Stark (Episodio: "Lady smoke", 1987)
- Beauty and the Beast.... Python (Episodio: "No way down", 1987)
- Jake and the Fatman.... Alan Shuba (Episodio: "What is this thing called love?", 1988)
- Freddy's Nightmares.... Ralph (Episodio: "Love stinks", 1989)
- Life Goes On.... Burk Clifton (Episodio: "Invasion of the thatcher snatchers", 1991)
- The Flash.... Jimmy Swain (Episodio: "Captain Cold", 1991)
- Hunter.... James Wilkens (Episodio: "Fatal obsession: Part 2", 1991)
- Babylon 5.... Harriman Gray (Episodio: "Eyes", 1994)
- Sisters.... Derek Cotts (Episodio: "Protective measures", 1994)
- Ultraman: The Ultimate Hero.... Roger Shector (Episodio: "A quartet of creatures", 1994)
- Star Trek: Deep Space Nine.... Weyoun / Brunt (32 episodios, 1994-1999)
- The Single Guy.... Klein (Episodio: "The virgin", 1996)
- The New Batman Adventures.... Dr. Jonathan Crane (Voz) (Episodio: "Never fear", 1997)
- Perversions of Science.... 50557 (Episodio: "The exile", 1997)
- La Red.... Max Copernicus (Episodio: "Lunatic fringe", 1999)
- Martial Law.... Antoine Trembel (Episodio: "In the dark", 2000)
- Star Trek: Voyager.... Penk (Episodio: "Tsunkatse", 2000)
- FreakyLinks.... Coronel (Episodio: "Subject: Live fast, die young", 2001)
- Star Trek: Enterprise.... Commander Shran (11 episodios, 2001-2005)
- CSI: Crime Scene Investigation.... Dr. Dale Sterling (Episodio: "Jackpot", 2003)
- Spider-Man.... Dr. Zellner (Voz) (2 episodios, 2003)
- She Spies.... Indigo (Episodio: "The replacement", 2003)
- The Twilight Zone.... Harry Radditch (Episodio: "Placebo effect", 2003)
- Super Robot Monkey Team Hyperforce Go!.... Gyrus Krinkle (2 episodios, 2004-2006)
- Liga de la Justicia.... The Question (5 episodios, 2004-2006)
- The 4400.... Kevin Burkhoff (15 episodios, 2005-2007)
- Masters of Horror.... Edgar Allan Poe (Episodio: "The black cat", 2007)
- Cold Case.... Sly Borden (Episodio: "Spiders", 2008)